# 646 до н. е.

## Події
- Ассирійське вторгнення в Елам, захоплення Суз.
- За римським істориком Євсевієм Кесарійським засновано найдавнішу грецьку колонію у Північному Причорномор'ї — Борисфен.[1]

### Астрономічні явища
- 16 березня. Кільцеподібне сонячне затемнення.[2]
- 8 вересня. Повне сонячне затемнення.[2]